# Coreia pré-histórica
A Coreia pré-histórica é a era da existência humana na Península Coreana para a qual os registros escritos não existem. Constitui, no entanto, o maior segmento do passado coreano e é o principal objeto de estudo nas disciplinas de arqueologia, geologia e paleontologia. 

## Periodização
Historiadores na Coreia usam o sistema de três idades para classificar a pré-história coreana. O sistema de três idades foi aplicado durante o período de colonização japonesa pós-imperial como uma forma de refutar as reivindicações dos arqueólogos coloniais japoneses imperiais que insistiam que, ao contrário do Japão, a Coreia não tinha "idade do bronze".
Há alguns problemas com o sistema de três idades aplicados à situação na Coreia. Esta terminologia foi criada para descrever a Europa pré-histórica, onde sedentismo, cerâmica e agricultura se unem para caracterizar a fase neolítica. O esquema de periodização usado pelos arqueólogos coreanos propõe que o Neolítico começou em 8000 a.C. e durou até 1500 a.C. Isso apesar do fato de que estudos paleoetobotânicos indicam que o primeiro cultivo de boa fé não começou até cerca de 3500 a.C. O período de 8000 a 3500 a.C. corresponde ao estágio cultural mesolítico, dominado pela caça e coleta de recursos terrestres e marinhos.
Arqueólogos coreanos tradicionalmente (até a década de 1990) usavam uma data de 1500 ou 1000 a.C. como o início da Idade do Bronze. Isto é, apesar da tecnologia bronze não ser adotada na porção sul da Península Coreana até cerca de 700 a.C., e o registro arqueológico indica que objetos de bronze não foram usados em números relativamente grandes até depois de 400 a.C.. Isso deixa a Coreia com uma Idade do Bronze adequada, embora relativamente curta, já que a metalurgia de bronze começou a ser substituída pela metalurgia ferrosa logo após ter se tornado generalizada.

## Paleolítico
As origens desse período são uma questão aberta, mas a antiguidade da ocupação do hominídeo na Coreia pode datar até 500.000 a.C. Yi e Clark são um pouco céticos em datar a ocupação mais antiga do Palácio Inferior.[carece de fontes?]

## Período de cerâmica jeulmun
A cerâmica coreana mais antiga conhecida data de c 8000 a.C. ou antes. Esta cerâmica é conhecida como cerâmica Yunggimun (ko:융si) é encontrada em grande parte da península. Alguns exemplos de locais da era Yunggimun são Gosan-ri em Jeju-do e Ubong-ri em Greater Ulsan. A cerâmica padrão de jeulmun ou pente (즐000) é encontrada após 7000 a.C., e a cerâmica com padrões de pente sobre todo o navio é encontrada concentrada em locais na Coreia do Oeste-Centro entre 3500 e 2000 a.C., época em que vários assentamentos como Amsa-dong e Chitam-ni existiam. A cerâmica jeulmun possui design básico e semelhanças com a da Província Marítima Russa, Mongólia, as bacias do rio Amur e Sungari da Manchúria,o Baiyue do sudeste da China e a cultura Jōmon no Japão.